# Martha Jefferson

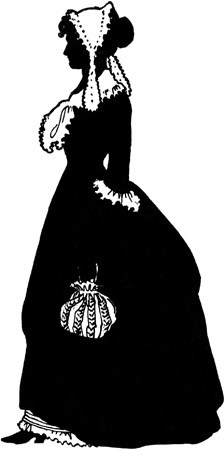
Zeitgenössische Darstellung von Martha Jefferson

Martha Skelton Jefferson (geborene Wayles; * 19. Oktoberjul. / 30. Oktober 1748greg. in Charles City County, Kolonie Virginia; † 6. September 1782 in Charlottesville, Virginia) war die Ehefrau des späteren US-Präsidenten Thomas Jefferson.

## Leben
Martha wurde als Tochter von John Wayles (* 31. Januar 1715; † 23. Mai 1773) und seiner ersten Frau Martha Eppes (* 10. April 1712; † 5. November 1748) geboren. John Wayles war 1734 nach Virginia ausgewandert.
In erster Ehe war Martha Wayles ab 1766 mit Bathurst Skelton (1744–1768) verheiratet. Aus der Ehe stammt ein Sohn, John Wayles Skelton (1767–1771). Bathurst starb im September 1768 in Williamsburg, John starb durch einen Unfall im Juni 1771, als seine Mutter bereits mit Thomas Jefferson verlobt war.
Die beiden heirateten am 1. Januar 1772 im Haus ihres Vaters. Sie hatten sechs Kinder: Martha Jefferson Randolph (1772–1836), Jane Randolph (1774–1775), einen namenlosen Sohn (*/† 1777), Mary Jefferson Eppes (1778–1804), Lucy Elizabeth (1780–1781) und Lucy Elizabeth (1782–1785).
Sie starb kurz nach der Geburt ihres sechsten Kindes. Nach ihrem Tod hatte Thomas Jefferson eine Beziehung mit ihrer Halbschwester, der Sklavin Sally Hemings. Martha Wayles Skelton Jefferson wurde nie First Lady, da sie vor dem Beginn der Präsidentschaft ihres Mannes gestorben war. Diese Rolle übernahm stattdessen ihre Tochter Martha Jefferson Randolph.